# 118-й Конгресс США
Сто восемна́дцатый Конгре́сс США — заседание Конгресса США, действующее в Вашингтоне с 3 января 2023 года по 3 января 2025 года. Он начал функционировать в середине срока президентства Джо Байдена.
На промежуточных выборах 2022 года республиканцы получили контроль над Палатой представителей впервые со 115-го Конгресса, а демократы получили одно место в Сенате, увеличив свое большинство с 50—50 (с фракцией из 48 демократов, двух независимых, и вице-президентом Камалой Харрис) до 51—49 (с фракцией из 48 демократов и трех независимых). 
В состав Конгресса вошла первая женщина-временный президент Сената Патти Мюррей (Демократическая партия), первый чернокожий-руководитель фракции Хаким Джеффрис (Демократическая партия). Помимо этого, к присяге был приведён самый длительный сенатор от штата Кентукки Митч Макконнелл (Республиканская партия), занимающий данную должность с 1985 года.
Кроме этого, впервые с 68-го Конгресса (1923—1925 гг.) только спустя 15 голосований в Палате представителей был объявлен спикер. В итоге победителем стал Кевин Маккарти (Республиканская партия). Проработав на своём посту 9 месяцев, 3 октября Палата представителей впервые в истории проголосовала  за его отставку с поста спикера. Новым спикером спустя 4 голосования был избран Майк Джонсон — первый конгрессмен от Луизианы за всю историю на этом посту.

## Важные события
- 3 января 2023 года — начало работы 117-го Конгресса, демократы контролируют Сенат, а республиканцы — Палату Представителей. Избранные члены Сената были приведены к присяге, однако избранные члены Палаты Представителей не могли были этого сделать, поскольку Палата представителей объявила перерыв на день, не избрав спикера.
- 3—7 января 2023 года — после 15 провалившихся раундов голосования за спикера Палаты представителей, в конечном итоге победителем стал Кевин Маккарти, конгрессмен от Калифорнии.
- 3 октября 2023 года — смещение (за нерешительное отстаивание позиции правого крыла республиканской фракции[3]) республиканцами Палаты представителей спикера Кевина Маккарти.
- 17[4]—25 октября[1] 2023 года — после 4 раундов голосования за спикера Палаты представителей, в конечном итоге победителем стал Майк Джонсон, конгрессмен от Луизианы[англ.].

## Членство

### Сенат
| Период                  | Всего | Вакантно | Партии                 | Партии                 | Партии                      |
| Период                  | Всего | Вакантно | Республиканская партия | Демократическая партия | Независимые (с демократами) |
| ----------------------- | ----- | -------- | ---------------------- | ---------------------- | --------------------------- |
| 3 января 2023           | 100   | 0        | 49                     | 48                     | 3                           |
| 8 января—23 января 2023 | 99    | 1        | 48                     | 48                     | 3                           |
| 23 января 2023          | 100   | 0        | 49                     | 48                     | 3                           |

### Палата представителей
| Период        | Всего | Вакантно | Партии                 | Партии                 |
| Период        | Всего | Вакантно | Демократическая партия | Республиканская партия |
| ------------- | ----- | -------- | ---------------------- | ---------------------- |
| 3 января 2023 | 434   | 1        | 212                    | 222                    |